# Georgios Katrougalos
Georgios Katrougalos (nació el 27 de marzo de 1963) es un jurista y político griego, Ministro de Asuntos Exteriores de su país entre febrero y julio de 2019. Anteriormente se desempeñó como Ministro Suplente de Asuntos Exteriores, Ministro de Trabajo y Solidaridad Social del 23 de septiembre de 2015 al 5 de noviembre de 2016 y del 18 de julio de 2015 al 28 de agosto de 2015. Del 27 de enero de 2015 al 17 de julio de 2015 se desempeñó como Ministro Alterno de Interior y Reconstrucción Administrativa en el gabinete de Alexis Tsipras.
Actualmente es profesor de derecho público en la Universidad Demócrito de Tracia. Desde 2014 hasta enero de 2015 fue miembro del Parlamento Europeo como representante de Grecia.

## Servicio parlamentario
- Miembro, Comisión de Transportes y Turismo (2014-2015)
- Miembro de la Comisión de Asuntos Constitucionales (2014-2015), Coordinador del Grupo de Izquierda Europea.
- Miembro, Delegación en la Comisión Parlamentaria de Estabilización y Asociación UE-Albania (2014-2015)

## Educación
Giorgos Katrougalos estudió Derecho entre 1980 y 1985 en la Universidad Nacional y Kapodistriaca de Atenas y culminó sus estudios de investigación en Derecho Administrativo y Constitucional en la Universidad Pantheon-Sorbonne (Université Paris 1). En 1990 obtuvo su Ph.D. con honores, con una tesis sobre «La crisis de legitimidad de la Administración Pública - El caso de Grecia». Es miembro del Colegio de Abogados de Atenas desde 1987.

## Carrera profesional
En 1994, y nuevamente desde 1997 hasta 2002, Giorgos Katrougalos fue asesor legal en el Ministerio de Educación. Durante este tiempo, dio igualmente conferencias y realizó investigaciones como profesor visitante en la Universidad de Roskilde en Dinamarca y en la Universidad Nacional y Kapodistriana de Atenas (Escuela de Derecho de Atenas). Desde 1997 es miembro de la Junta del Centro de Derecho Constitucional Europeo. A partir 1998 hasta 2011 fue acreditado como mediador y árbitro en la Organización Griega para la Mediación y el Arbitraje.
Del 2000 al 2003 fue asesor de la Misión Permanente de Grecia ante las Naciones Unidas (para los trabajos de la 3ª Comisión de la Asamblea General de la ONU). En 2002 fue nombrado profesor de derecho público en la Universidad Demócrito de Tracia, donde también se desempeñó como decano del Departamento de Ciencias Políticas y Administración Social. Ha sido el primer Presidente y CEO de Vocational Training SA (2002-2003), una organización pública del Ministerio de Trabajo y Seguridad Social de Grecia, y miembro del Centro Europeo para el Desarrollo de la Formación Profesional (CEDEFOP), el organismo de la UE especializado en política de formación profesional, así como vicepresidente del Centro de Investigación Educativa (2011-2012). De 2003 a 2004, fue miembro de un comité de expertos del Ministerio de Asuntos Exteriores que trabaja en la redacción. de la constitución europea. Katrougalos también ha trabajado como asesor de reformas legales en Uzbekistán, Albania, la República de Macedonia (hoy, Macedonia del Norte), Siria y Armenia. Ha enseñado o dado conferencias como invitado ponente en, entre otros, NYU, Columbia University, Humboldt University, Roskilde University, LSE,Oxford (St Antony's College), Facultad de Derecho de Nueva Delhi. Ha publicado numerosos libros y artículos en periódicos griegos, ingleses, franceses, rusos y españoles.

## Actividad política
En las elecciones europeas de 2014, Katrougalos fue elegido miembro del Parlamento Europeo con el partido SYRIZA. En el Parlamento de la UE fue miembro del Grupo Confederal de la Izquierda Unitaria Europea/Izquierda Verde Nórdica (GUE / NGL) y Coordinador del Grupo de Izquierda Europea en la Comisión de Asuntos Constitucionales (AFCO). Cuando SYRIZA ganó las elecciones de enero de 2015 Katrougalos fue nombrado Ministro Alterno de Interior y Reforma Administrativa, y desde julio de 2015 se desempeña como Ministro de Trabajo y Solidaridad Social. 
Es, desde 2019, Vicepresidente del Grupo de la Izquierda Europea Unida en la Asamblea Parlamentaria del Consejo de Europa (PACE) y desde 2021 Presidente de la Subcomisión de Medio Oriente y el mundo árabe de PACE.

## Familia
Katrougalos está casado y tiene dos hijas.

## Obras (selección)
- Ανισότητες και Δίκαιο, Alexandria, Athens, 2014.
- The (Dim) Perspectives of the European Social Citizenship. Jean Monnet Working Paper Nr. 05/07, NYU School of Law, New York 2007.
- Southern European welfare states. Problems, challenges and prospects. (with G. Lazaridis.) Palgrave Macmillan, 2003.
- Constitution, Law and Rights in the Welfare State ... and beyond, first edition Forlaget Samfundsokonomi & Plaenlaegning, Roskilde, 1995, second edition A. Sakkoulas, Athens, 1998,
- The South European Welfare Model. The Greek Welfare State, in Search of an Identity. In: Journal of European Social Policy February, Band 6, Nr. 1, 1996, S. 39-60.